# Kent
Kent – hrabstwo administracyjne (niemetropolitalne), ceremonialne i historyczne na południowo-wschodnim skraju Anglii, w regionie South East England, leżące nad Cieśniną Kaletańską i Morzem Północnym. Położone w bezpośredniej bliskości Londynu i zaliczane do tzw. Home Counties, jest zarazem hrabstwem położonym najbliżej kontynentalnej Europy.
Powierzchnia hrabstwa administracyjnego wynosi 3544 km², a liczba ludności 1 463 700 (2011). Hrabstwo ceremonialne, obejmujące dodatkowo jednostkę administracyjną unitary authority Medway, liczy 3736 km² powierzchni i 1 727 600 mieszkańców (2011). Ośrodkiem administracyjnym oraz największym miastem hrabstwa jest Maidstone. Jedynym miastem posiadającym status city jest Canterbury, będące siedzibą arcybiskupów, zwierzchników anglikańskiego Kościoła Anglii. Dawniej status city posiadało także miasto Rochester. Innymi większymi miastami na terenie hrabstwa są Gillingham, Chatham, Ashford, Margate, Royal Tunbridge Wells, Gravesend oraz Folkestone.
Leżące na wschodnim wybrzeżu Kentu miasto Dover jest jednym z największych portów pasażerskich Europy. W średniowieczu, podobnie jak wiele innych okolicznych miast należących do związku Cinque Ports (m.in. Sandwich, Hythe oraz New Romney), było ważnym producentem okrętów dla władców Anglii.  
Na terenie hrabstwa, nieopodal miasta Folkestone znajduje się wjazd do Eurotunelu, łączącego Wielką Brytanię z Francją.
Ze względu na dużą liczbę ogrodów i sadów hrabstwo zyskało przydomek „Ogrodu Anglii” (The Garden of England).
Na południowym zachodzie Kent graniczy z hrabstwem East Sussex, na zachodzie z Surrey i regionem Wielkiego Londynu a na północnym zachodzie z hrabstwem Essex. Na północ i wschód od Kentu znajduje się Morze Północne, natomiast na południowy wschód Cieśnina Kaletańska.

## Podział administracyjny
W skład hrabstwa wchodzi dwanaście dystryktów. Jako hrabstwo ceremonialne Kent obejmuje dodatkowo jedną jednostkę typu unitary authority.
1. Dartford
2. Gravesham
3. Sevenoaks
4. Tonbridge and Malling
5. Tunbridge Wells
6. Maidstone
7. Swale
8. Ashford
9. Folkestone and Hythe
10. Canterbury
11. Dover
12. Thanet
13. Medway (unitary authority)